# Raïon d'Altchevsk
Le raïon d'Altchevsk (en ukrainien : Алчевський район et en russe : Алчевский район) est un raïon (district) dans l'oblast de Louhansk en Ukraine.
Il est officiellement créé en juillet 2020 dans le cadre de la réforme territoriale administrative de l'Ukraine. En réalité, le raïon est contrôlé par la République populaire de Louhansk qui continue à utiliser les anciennes frontières administratives de l'Ukraine d'avant la réforme.